# ニュートンの記法
ニュートンの記法（にゅーとんのきほう、英: Newton's notation）は、数学における微分の記法のひとつである。
この記法はアイザック・ニュートンが fluxion（流率・流動率） と呼称した時間に対する変化率を表すために導入したもので、関数名の上部に微分の階数と同数のドット符号を記す。
ニュートンの記法は主として古典力学あるいは機械工学で用いられ、次のように定義される。
{\displaystyle {\dot {x}}(t):={\frac {\mathrm {d} x\!}{\mathrm {d} t}}\!(t),}
{\displaystyle {\ddot {x}}(t):={\frac {\mathrm {d} ^{2}\!x\!}{\mathrm {d} t^{2}\!}}\!(t).}
ドット記号の個数により微分回数を表すため、あまり高階の微分には有用ではない。しかし古典力学あるいは他の工学分野の対象においては高階導関数はあまり出現せず、例えば位置の一階微分である速度、二階微分である加速度などとしての利用が大半である（例外として躍度がある）。
ニュートンの記法は、時間に限らずあらゆる変数の微分に対して用いられてきたが、現在では、物理学などにおいては専ら時間微分に対してのみ用いられている。これはニュートンの記法が微分する変数を明示しないためである。ライプニッツの記法などでは、どの独立変数に対する微分かを明示しているため、混同の恐れがある限りにおいて、ニュートンの記法は用いない。
ニュートンの記法は、ラグランジュ力学において、一般化座標 q と組になる一般化速度  を表わすために広く用いられている。
積分についてはニュートンは標準的記法は考案しなかったが、広く認知・定着したのはライプニッツの積分の記法である。